# 仓头镇
仓头镇，是中华人民共和国河南省洛陽市新安县下辖的一个乡镇级行政单位。

## 行政区划
仓头镇下辖以下地区：
养士村、王村、东岭村、郭庄村、河西村、南街村、孙都村、黄洼村、东沟村、寨上村、张村、曲墙村、庙东村、中沟村、赵沟村、范沟村、云水村、新仓村、河窑村、陈湾村和西北新村。